# 广西教育学院
广西教育学院是中华人民共和国的一所公办省属成人高等学校，位于广西壮族自治区南宁市青秀区。

## 校史
1953年，广西省中等学校教师进修学院成立。
1954年，更名为广西省教师进修学院。
1958年，更名为广西教师进修学院。
1966年，更名为广西教育学院，随即遭遇文革事实上停办。
1978年原址复办时，有一部分师资另外加入新筹办的南宁师范学院。